# Ernest-Legouvé-Riff
Koordinaten: 35° 12′ S, 150° 40′ W

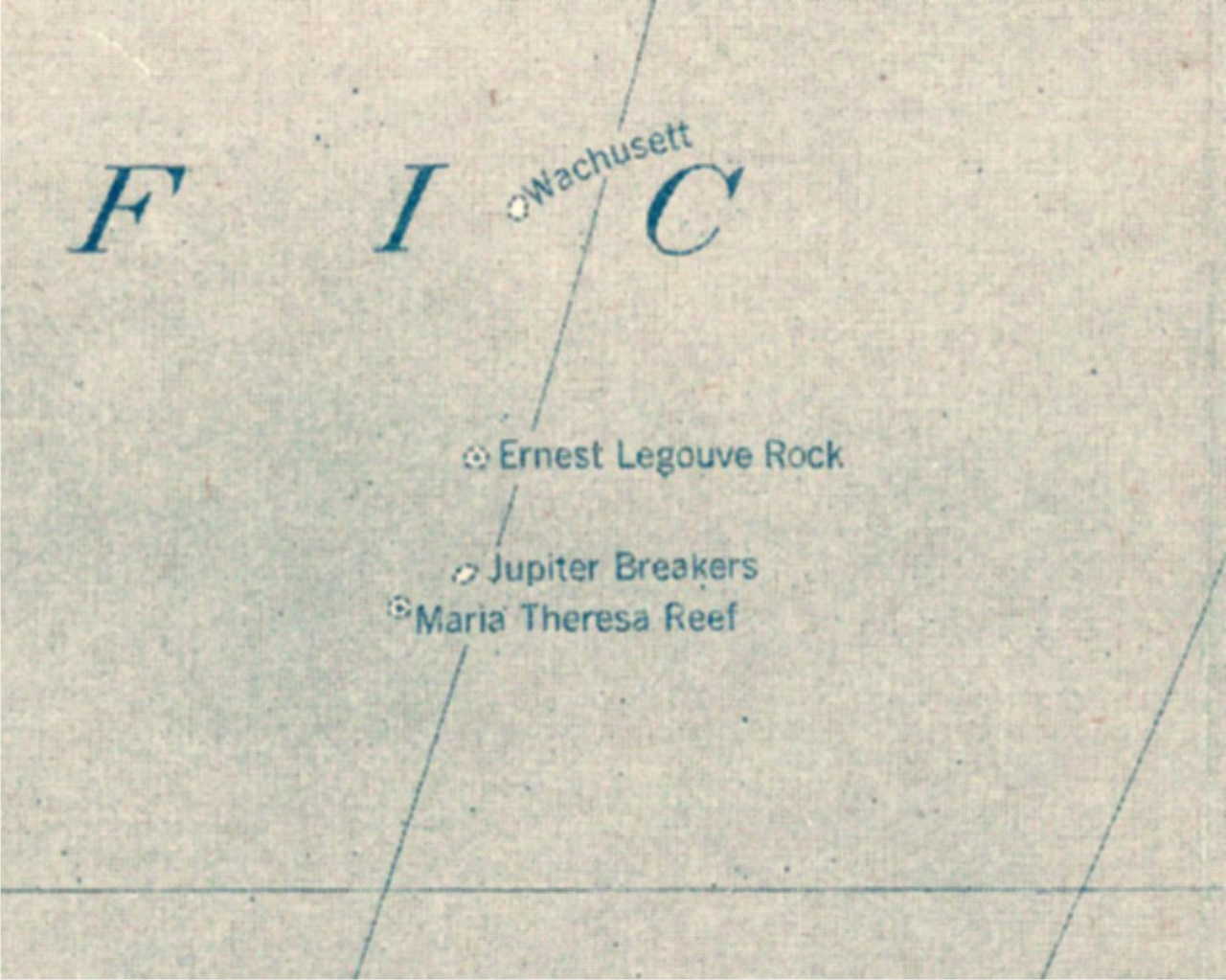
Die Karte von 1921 zeigt das Ernest Legouve Rock zwischen dem Maria Theresa Reef und dem Riff Wachusett

Das Ernest-Legouvé-Riff wurde 1902 von dem namentlich nicht bekannten Kapitän des französischen Schiffes Ernest Legouvé unter 35° 12' S, 150° 40' W als entdeckt gemeldet. Seine Länge wurde auf ca. 100 m geschätzt; ein weiteres Riff wurde in der Nähe gesichtet. Seine Existenz konnte bis heute weder bestätigt noch eindeutig widerlegt werden. Daher wird es aus Sicherheitsgründen weiterhin auf Seekarten verzeichnet.
Da die Existenz des Ernest-Legouvé-Riffs ebenso wie die des Maria-Theresia-Riffs unsicher ist, wird es in manchen Atlanten aufgeführt, in anderen nicht. Es soll südlich des Austral-Archipels im Pazifischen Ozean liegen. Seine Lage abseits jeglicher üblicher Schifffahrtslinien ist ein wesentlicher Grund für die ungenügende Überprüfung seiner Existenz.